# جونغارها

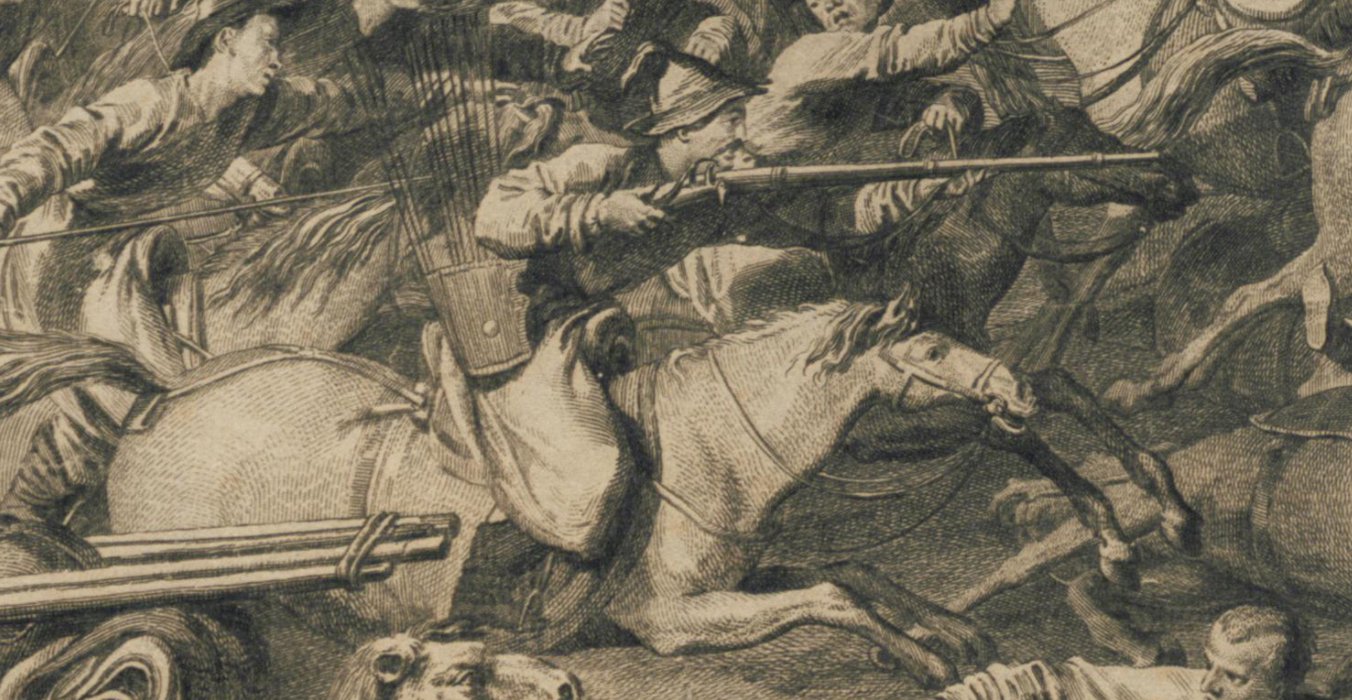
ارتش جونغارها

چندین قبیله از مغول‌های اویرات که در سده‌های هفدهم و هجدهم با یکدیگر خانات جونغار را تشکیل دادند مشترکاً قوم جونغار (انگلیسی: Dzungar people) نامیده می‌شوند. جونغارها به‌طور تاریخی یکی از چهار ایل اصلی در اتحادیه چهار اویرات به‌شمار می‌آمدند. در سال ۲۰۱۰ تعداد ۱۵ هزار و ۵۲۰ نفر در مغولستان تبار خود را از جونغارها اعلام کردند تعداد ناشناخته‌ای از جونغارها نیز چین روسیه و قزاقستان زندگی می‌کنند.